# Suena el teléfono
Suena el teléfono (Bells Are Ringing) es una comedia romántica musical dirigida por Vincente Minnelli y protagonizada por Judy Holliday y Dean Martin. 

## Argumento
Una telefonista se pasa la vida intentando ayudar a las personas a las que conecta, finalmente, un día se enamora de uno de sus clientes.

## Comentarios
Ésta es la única película en color de Judy Holliday como actriz principal. También habían sido en color las dos primeras películas en las que había tomado parte representando personajes menores.
El guion de Suena el teléfono fue escrito por Betty Comden y Adolph Green, y se basaba en su propio musical de Broadway. 
La película comenzó a filmarse en Nueva York en septiembre de 1959 y el rodaje finalizó en Los Ángeles de ese mismo año.
Fue la última película que participó Judy Holliday.

## Otros créditos
- Fecha de estreno: julio de 1960 (Preestreno en Los Ángeles el 29 de junio de 1960.
- Productora: Arthur Freed Productions para Metro-Goldwyn-Mayer.
- Color: Metrocolor
- Sonido: Westrex Recording System
- Sonido: Franklin Milton y Van Allen James
- Director musical: André Previn
- Asistente de dirección: William McGarry
- Efectos especiales: A. Arnold Gillespie y Lee LeBlanc
- Dirección artística: E. Preston Ames y George W. Davis
- Decorados: F. Keogh Gleason y Henry Grace
- Coreografía: Charles O'Curran

## Premios
- La banda sonora de André Previn fue propuesta como candidata al Oscar.
- Betty Comden, Adolph Green y Jule Styne fueron candidatos a los Grammy por la mejor banda sonora de película de cine o televisión.
- Vincente Minnelli fue candidato a los premios que concede el Gremio de directores de América.
- El guion de Betty Comden y Adolph Green fue candidato a la modalidad correspondiente de los premios WGA.